# Freebo
Freebo, pseudonimo di Daniel Friedberg (...), è un cantante e musicista statunitense, che ha fatto parte del gruppo Edison Electric Band.
Ha inoltre collaborato collaborato, come turnista con Ringo Starr, John Mayall, John Hall, Aaron Neville, Dr. John, Willy DeVille, Crosby, Stills & Nash, Maria Muldaur, Kate & Anna McGarrigle, Bonnie Raitt e molti altri. A partire dalla fine degli anni novanta, ha pubblicato quattro album da solista.

## Discografia

### Solista
- The End of the Beginning - 1999
- Dog People - 2002
- Before the Separation - 2006
- Something to Believe - 2011[1]